# Postbursoplana tyrrhenica
Postbursoplana tyrrhenica är en plattmaskart som beskrevs av Lanfranchi 1969. Postbursoplana tyrrhenica ingår i släktet Postbursoplana och familjen Otoplanidae. Inga underarter finns listade i Catalogue of Life.